# Ildemaro Fernández
Ildemaro Fernández (né le 27 décembre 1961 à Mérida au Venezuela) est un joueur de football international vénézuélien, qui évoluait au poste d'attaquant.

## Biographie

### Carrière en sélection
Avec l'équipe du Venezuela, il joue 14 matchs (pour un but inscrit) entre 1983 et 1991[réf. nécessaire]. 
Il figure dans le groupe des sélectionnés lors des Copa América de 1983, de 1987, de 1989 et enfin de 1991.

## Palmarès
Estudiantes de Mérida
- Championnat du Venezuela (2) :
  - Vainqueur : 1980 et 1985.